# فهرست قنات‌های شهرستان بجنورد
جدول زیر بر اساس آمار وزارت جهاد کشاورزی تهیه شده‌است. فهرست زیر قنات‌های شهرستان بجنورد در استان خراسان شمالی را نشان می‌دهد.
| نام قنات     | موقعیت                    | نزدیک‌ترین روستا | طول قنات (متر) | تعداد میله چاه | عمق مادر چاه | دبی (لیتر بر ثانیه) | سطح زیر کشت (هکتار) |
| ------------ | ------------------------- | --------------- | -------------- | -------------- | ------------ | ------------------- | ------------------- |
| اخلی دنگل    | بخش گرمخان شهرستان بجنورد | اخلی دنگل       | ۵۰۰            | ۲۰             | ۱۲           | ۵                   | ۲۰                  |
| بایرم        | بخش گرمخان شهرستان بجنورد | جعفرآباد        | ۲۵۰            | ۱۲             | ۱۵           | ۵                   | ۳۰                  |
| حاج قلی نژاد | بخش گرمخان شهرستان بجنورد | جعفرآباد        | ۱۰۰            | ۴              | ۱۰           | ۱۰                  | ۱۰                  |
| حامرمی       | بخش مرکزی شهرستان بجنورد  | حلقه سنگ        | ۷۰۰            | ۳۵             | ۱۵           | ۱۰                  | ۲۰                  |
| حسن‌آباد      | بخش گرمخان شهرستان بجنورد | حسن‌آباد         | ۷۰۰            | ۱۲             | ۸            | ۵                   | ۱۰                  |
| صدرآباد      | بخش مرکزی شهرستان بجنورد  | صدرآباد         | ۲۰۰۰           | ۸۰             | ۳۰           | ۵۰                  | ۰                   |
| علی‌آباد      | بخش مرکزی شهرستان بجنورد  | علی‌آباد         | ۲۵۰            | ۱۰             | ۱۳           | ۸                   | ۲۰                  |
| علی‌آباد      | بخش مرکزی شهرستان بجنورد  | علی‌آباد         | ۴۳۳            | ۱۷             | ۱۰           | ۵                   | ۲۰                  |
| قزلقان       | بخش گرمخان شهرستان بجنورد | قزلقان          | ۱۰۰۰           | ۴۰             | ۱۰           | ۱۰                  | ۱۵                  |
| قلعه محمدی   | بخش گرمخان شهرستان بجنورد | قلعه محمدی      | ۱۰۰            | ۵              | ۶            | ۵                   | ۲۰                  |
| محمد بیک     | بخش گرمخان شهرستان بجنورد | جعفرآباد        | ۱۱۰            | ۴              | ۵            | ۱۰                  | ۳۰                  |
| مهنان بالا   | بخش مرکزی شهرستان بجنورد  | مهنان           | ۱۷۰            | ۹              | ۵            | ۲۵                  | ۳۰۰                 |
| میان زو      | بخش گرمخان شهرستان بجنورد | میان زو         | ۳۰۰            | ۱۷             | ۱۰           | ۵                   | ۱۵۰                 |
| پان چشمه     | بخش گرمخان شهرستان بجنورد | جعفرآباد        | ۱۰۰            | ۴              | ۲۰           | ۵                   | ۱۰                  |
| کلاته عرب    | بخش مرکزی شهرستان بجنورد  | مهنان           | ۳۰۰            | ۱۵             | ۲۵           | ۳                   | ۱۵۰                 |
| کلاته کاریز  | بخش گرمخان شهرستان بجنورد | میانزو          | ۲۵۰            | ۱۰             | ۱۲           | ۱۰                  | ۲۰                  |
| یکه شاخ      | بخش گرمخان شهرستان بجنورد | یکه شاخ         | ۵۰۰            | ۲۰             | ۲۰           | ۵                   | ۱۰                  |